# Theofrastos

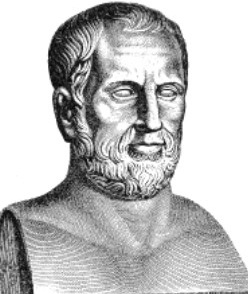
Theofrastos

Historia plantarum, 1549

Theofrastos (asi 372 Eres na Lesbu – 287 př. n. l. Athény) byl řecký filosof, vědec a rétorik, žák a nástupce Aristotelův v řízení peripatetické školy. Věnoval se především přírodním vědám, zvláště botanice a fyziologii rostlin, pro něž má stejný význam jako Aristotelés pro zoologii. Je považován za zakladatele dendrologie, lesnických věd a botanické systematiky. Jeho autorská zkratka v současné botanické systematice je Theophr.

## Vyučování
V Athénách se těšil takové úctě, že kvůli němu zrušili Sofoklův zákon z roku 306 až 305, podle něhož se školy směly zřizovat jen se svolením rady a lidu. Kvůli tomuto zákonu totiž musel i Theofrastos předtím na krátký čas opustit Athény. Peripatetickou školu vedl 34 let v duchu a metodou jejího zakladatele, sám zde přednášel o filosofii, přírodních vědách a rétorice. V Aristotelových stopách šla i Theofrastova filosofie a spisovatelská činnost. Seznam spisů podává Díogenés Laertios, V., 42-50.

## Spisy
Hlavním Theofrastovým dílem byly dějiny přírodovědných theorií (Fysikón doxai, 16 knih), z nichž se zachoval jen zlomek. Metodou se tu Theofrastos opět blíží Aristotelovi: kromě vlastní nauky kniha obsahovala i dějiny a kritiku předchozích systémů. Vůči Aristotelovi se ale Theofrastos více kloní k mechanismu a méně zdůrazňuje teleologický, účelový a cílový výklad přírodních jevů. Ze čtveřice Aristotelových příčin klade na první místo příčinu účinnou, a ne cílovou.
Mineralogie týká se zlomek spisu Peri lithón; další spisek Peri pyrós jedná o podstatě a vlastnostech ohně. Z jiných spisů tohoto oboru jsou zachovány menší zlomky.
K filosofickým spisům náleží dále i zlomek z metafysiky. Veliké obliby došel Theofrastův spisek Charaktéres (Povahopisy), podávající v 30 oddílech krátké, ale velmi jemné charakteristiky směšných a hanebných povah podle typů nové attické komedie. Vedle toho byl Theofrastos činný v politice a věnoval se historii, aritmetice, literární historii, musice aj.
Souborné vydání Theofrastových spisů pořídil Christian Wimmer, v Lipsku u Teubnera 1862 a v Paříži 1866. Povahopisy (»Charaktéry«) byly vydány filologickou společností v Lipsku 1897.

## Ocenění
Je po něm pojmenován kráter Theophrastus na přivrácené straně Měsíce.